# Vaser
Die Vaser (deutsch Wasser, ungarisch Vasér) ist der bedeutendste rechte Nebenfluss der Vișeu im Maramuresch-Gebirge in Rumänien, Kreis Maramureș.

## Verlauf
Der Bach entspringt am Fuß des 1853 m hohen Keresztálló, nahe der Grenze zur Ukraine, aus den Quellen Izvorul Boului (dt. Quelle des Stiers) und Izvorul Munceii Albi (dt. Quelle der weißen Arbeit). Er läuft durch ein tief eingeschnittenes Tal – zunächst nach Nordwesten und dann nach Südwesten. Nach 62 km mündet die Vaser in den Vișeu, dessen längster und wasserreichster Nebenfluss er ist. Am Zusammenfluss hat er einen höheren durchschnittlichen Durchfluss als der Vișeu.
Die Nebenflüsse der Vaser sind Catarama, Măcislău, Novicior, Novăț (an dessen Nebenfluss Izvorul Cailor befindet sich der größte Wasserfall Rumäniens, der Cailor-Wasserfall), Afluenți de dreapta, Coman, Valea Babei, Puru, Lostun, Făina, Botiz und Valea Peștilor.
Der Fluss verläuft größtenteils auf dem Gebiet der Stadt Vișeu de Sus, im Oberlauf auf dem Gebiet von Borșa.

## Wirtschaft, Naturschutz
Die Wassertalbahn, eine Schmalspurbahn, fährt durch das Tal der Vaser auf Gleisen der so genannten Bosnischen Spurweite ins Grenzgebiet zur Ukraine. Ursprünglich für den Holztransport zum Sägewerk erbaut, dient die Bahn heute vorrangig dem Bahntourismus.
Am Novat Delta, nahe der nach dem Bach Novăț benannten Station zweigt die hinter der ersten Station (Poiana Novat) stillgelegte Strecke zum Izvorul Cailor, einem am Cailor-Wasserfall touristisch erschlossenen Nebenfluss der Vaser, ab. Das Streckenende war ursprünglich an der Izvorul Boului nahe Flussbeginn, wurde dann aber bis zur Station Gara Mocanița Comanu, inzwischen bis Catarama zurückgezogen. Der touristische Verkehr endet zumeist an der Station Paltin direkt am Fluss.
Am 10. März 2000 brach aufgrund des starken Regens und der Schneeschmelze ein Damm eines Bergbauunternehmens im Tal des Novăț, wodurch bis 13. März signifikante Mengen an Zink, Blei und Kupfer in die Vaser abgeleitet wurden und bis in die Theiß nachweisbar waren.